# Carl Schirren (Mediziner, 1861)
Carl Schirren (* 1861; † 1921 in Kiel) war ein deutscher Dermatologe.
Carl Schirren wurde geboren als Sohn des deutschbaltischen Historikers Carl Schirren. Er war der erste niedergelassene Dermatologe in Schleswig-Holstein. Er eröffnete am 1. Oktober 1890 in Kiel seine Praxis. 1903 erstellte er im Auftrag des Kieler Ärztevereins einen „Bericht über die Geschlechtskrankheiten in Kiel und Umgebung für die Jahre 1901–1903“. Darin stellte Schirren fest, dass die bei der Gonorrhoe auftretenden Komplikationen „vornehmlich eine Folge der zu scharfen örtlichen Behandlung“ seien. Die bei der Erkrankung auftretende Epididymitis mit daraus entstehender Unfruchtbarkeit des Mannes durch Verschlussazoospermie sei damit durch den behandelnden Arzt verursacht worden.